# Eddie Clarke
Edward Allan Clarke (Twickenham, 5 de outubro de 1950 – Londres, 10 de janeiro de 2018), conhecido como "Fast" Eddie Clarke, foi um guitarrista britânico, conhecido por ter feito parte das bandas Motörhead e Fastway.
Quando trabalhava num canteiro de obras, Clarke conheceu Phil Taylor, baterista do Motörhead. Taylor apresentou Clarke a Lemmy, baixista e vocalista da banda, que o aceitou para fazer parte do grupo. No Motörhead, Clarke fez suas gravações mais famosas, como Overkill, Ace of Spades, Bomber, No Sleep 'til Hammersmith e Iron Fist. O trio Lemmy-Clarke-Taylor é considerado a formação clássica do Motörhead.
Clarke deixou o Motörhead em 1982, durante a turnê de Iron Fist, insatisfeito com o fato de a banda ter trabalhado com Wendy O. Williams, dos Plasmatics (no EP Stand by Your Man). Foi substituído por Brian Robertson, ex-membro do Thin Lizzy.
Após sair do Motörhead, Clarke começou um novo projeto chamado Fastway, cujo nome deriva de seu apelido ("Fast") e do sobrenome do baixista do UFO, Pete Way, com quem ele formou o grupo. Depois, entraram neste grupo o baterista Jerry Shirley (ex-Humble Pie) e o vocalista Dave King. Way deixou o grupo pouco antes do lançamento do álbum de estréia homônimo, e formou sua própria banda, Waysted. Clarke seguiu adiante com seu grupo, lançando álbuns de sucesso considerável, como Fastway (1983), All Fired Up (1984) e Trick or Treat (1986). Após o lançamento deste último, a banda se separou e, em 1990, lançou Bad Bad Girls, supostamente com a participação das integrantes do Girlschool. Depois de 1990, Fastway perdeu muito de seu reconhecimento.
Eddie Clarke morreu em 10 de janeiro de 2018, aos 67 anos, enquanto tratava uma pneumonia. Ele era o único membro ainda vivo da formação clássica do Motörhead.

## Discografia
| - Motörhead (1977) - Overkill (1979) - Bomber (1979) - Ace of Spades (1980) - No Sleep 'til Hammersmith (1981) - Iron Fist (1982) | - Fastway (1983) - All Fired Up! (1984) - Waiting for the Roar (1985) - Trick or Treat (1986) - On Target (1988) - Bad Bad Girls (1990) - Say What You Will (1991) - ao vivo - Eat Dog Eat (2011) |